# Vicente Alexandre de Tovar
Vicente Alexandre de Tovar (Salvador, 1 de abril de 1744 - Paracatu, 8 de outubro de 1808) foi um prelado português da Igreja Católica, bispo-prelado de Goiás.

## Biografia
Foi ordenado padre em 13 de junho de 1767. Licenciou-se em direito canônico pela Universidade de Coimbra em 1771. Foi cônego reitor da Sé de Faro e depois, foi pároco e vigário da Vara da freguesia de Nossa Senhora do Pilar em Goiás, entre 6 de julho de 1791 até 1800, quando retornou para o Algarve.
Após sua nomeação pelo príncipe regente Dom João como bispo-prelado de Goiás em 11 de setembro de 1802, foi confirmado pelo Papa Pio VII em 20 de junho de 1803, como Bispo-titular de Titopolis e consagrado em 28 de agosto do mesmo ano, na Igreja do Loreto, por Dom Lorenzo Caleppi, núncio apostólico em Portugal, coadjuvado por Dom Marcelino José da Silva, bispo-emérito de Macau e por Dom Joaquim Maria Mascarenhas Castelo Branco, bispo de Angola e Congo.
Tomou posse da Prelazia por procuração a Vicente Ferreira Brandão em 20 de março de 1805. Permaneceu em Lisboa até 1807, quando foi obrigado a seguir para a Sé de Goiás. Contudo, quando encontrava-se em Paracatu, faleceu, em 8 de outubro de 1808.